# 康達 (美國外交官)
康達（音译：丹尼尔·克里滕布林克），美国外交官，现任國務院亞太事務助卿，歷任美國駐華大使館副館長、國務院中國蒙古處長及北朝鮮事務高級顧問等職，後成為美國駐越南大使，於2017年7月27日由總統唐納·川普提出任命案，同年10月26日獲得參議院核可。
康大使擁有內布拉斯加大學卡尼爾分校學士學位及維吉尼亞大學碩士學位，通曉中文及日語。1994年入職外交界，派赴駐日大使館（1994年—1995年及2000年—2004年）、駐札幌總領事館（1995年—1997年）、駐科威特大使館（1997年—1999年），後擔任國務院近東助卿幕僚助理（1999年—2000年）及駐華大使館政治官（2006年—2009年）等職。2009年至2011年間調回國務院擔任中國蒙古事務處長，2011年後二度駐華，擔任駐華大使館政務公使銜參贊至2013年，繼而升任駐華大使館副館長至2015年。除外交職務外，亦曾於2015年至2017年間擔任國安會亞洲事務高級主任。
2021年9月23日，參議院通過國務院亞太助卿提名人康達的任命案。康達離開越南後，美國駐越大使館臨時代理大使一職由前駐華外交官何偉夫（Christopher C. Klein）出任。